# 玉森裕太
玉森裕太（日语：／ Tamamori Yūta，1990年3月17日—）是東京都出身的日本男藝人，經紀公司為星達拓娛樂，是旗下偶像團體Kis-My-Ft2。

## 簡歷
- 2002年12月1日加入傑尼斯事務所，同期入所的有同團的北山宏光、NEWS的手越祐也、Hey! Say! JUMP的八乙女光、Johnny's WEST的濱田崇裕與桐山照史。
- 2004年3月被選入mint作為成員。
- 2004年加入J.J.Express，也在同年退出。
- 2005年被選入 A.B.C. 的弟組 A.B.C.Jr. 成為第二期團員。
- 2005年夏天Kis-My-Ft2組成，被選入弟組。
- 2008年3月1日，從日出高等學校畢業，和山本亮太是同年級生，同團的千賀健永則是他的同校小一個年級的學弟。
- 2009年出演極道鮮師電視劇跟電影版，並主演舞台劇PLAYZONE而開始備受矚目。

## 參加過的團體
- 2004年3月 - mint
- 2004年 - J.J.Express
- 2005年 - A.B.C.Jr.
- 2005年夏天（到現在）- Kis-My-Ft2

## 演出
粗體字為主演；團體演出請參照Kis-My-Ft2

### 電視劇
- 極道鮮師Ⅲ 畢業SP（2009年3月28日、日本電視台）- 飾 高杉怜太
- 得到幸福吧（2011年4月18日 - 6月27日、富士電視台） - 飾 柳澤優次
- 原來是美男（2011年7月15日 - 9月23日、TBS）- 飾 桂木廉
- 最棒的人生終結方式～Ending Planner～ 第1話、第2話（2012年1月12日・19日、TBS）- 飾 倉木陽一郎
- ATARU（2012年4月15日 - 6月24日、TBS）- 飾 蛯名昇
- 信長的主廚（2013年1月11日 - 3月15日、朝日電視台） - 飾 健
  - 信長的主廚2（2014年7月10日 - 9月14日）
- 歌舞伎華之戀（2013年7月18日 - 9月19日、TBS） - 飾 河村恭之助
- 世界奇妙物語（富士電視台）
  - 2014年春季特别篇「廢材的他與可愛的她」（2014年4月5日） - 飾 秋田雅志
  - 2019年雨之特别篇「為倒立少女而彈的奏鳴曲」（2019年6月8日） - 飾 黑木聖
- 平成舞祭組男 第1話（2014年10月19日、日本電視台） - 飾 パクパク製菓廣告演員
- 錢的戰爭（2015年1月6日 - 3月17日、關西電視台・富士電視台） - 飾 白石光太郎（特別演出）
- 青春偵探晴也～不容許大人的作惡～（2015年10月15日 - 12月24日、讀賣電視台・日本電視台）- 飾 淺木晴也
- 真實的恐怖故事 夏之特別篇2015「如影隨形」（2015年8月29日、富士電視台） - 飾 鈴木翔太
- 反轉（2017年4月14日 - 6月16日、TBS） - 飾 淺見康介
- 重要參考人偵探（2017年10月20日 - 12月8日、朝日電視台） - 飾 彌木圭
- Grand Maison東京（2019年10月20日 - 12月29日、TBS） - 飾 平古祥平
- Oh! My Boss!戀愛在別冊（2021年1月12日 - 3月16日、TBS） - 飾 寶來潤之介
- NICE FLIGHT!（2022年7月22日 - 9月9日、朝日電視台） - 飾 倉田粹
- 祈願病歷表～研修醫的解謎診察紀錄～（2022年10月8日 - 12月17日、日本電視台） - 飾 諏訪野良太
- 好想把那個人渣狠揍一頓（2024年10月8日 - 12月10日、TBS） - 飾 葛谷海里

### 網路劇
- Guragura Maison東京～平古祥平搖擺的心（2019年10月21日 - 12月30日、Paravi）- 飾 平古祥平
- BE LOVE（2020年10月16日 - 11月6日、dTV） - 飾 絵本作家

### 電影
- 極道鮮師電影版（2009年7月11日、東寶） - 飾 高杉怜太
- 劇場版 私立馬鹿蘭高校（2012年10月13日、Showgate） - 飾 健治
- 劇場版 ATARU THE FIRST LOVE & THE LAST KILL（2013年9月14日、東寶） - 飾 蛯名昇
- 雨樹之國（2015年11月21日、Showgate） - 飾 向坂伸行
- 平行世界的愛情故事（2019年5月31日、松竹） - 飾　敦賀崇史
- 夏洛克的孩子們（2023年2月17日、松竹）- 飾 田端洋司
- Grand Maison巴黎（2024年冬、東寶 ） - 飾 平古祥平

### 配音
- 荷魯斯之眼：王者爭霸（2016年） - 飾 貝克
- 元素方城市（2023年） - 飾 Wade Ripple

### 電視節目
- - 一萬元過一個月生活：玉森vs高橋vs曾根（2012年5月31日 - 6月21日、朝日電視台）
  - 3日2夜無人島挑戰SP（2012年12月28日、朝日電視台）

### 舞台劇
- DREAM BOYS（2004年、帝國劇場）
  - DREAM BOYS（2006年、帝國劇場）
  - DREAM BOYS（2007年、帝國劇場）
  - DREAM BOYS（2008年、帝國劇場）
  - DREAM BOYS（2012年、帝國劇場）
  - DREAM BOYS JET（2013年、帝國劇場）（首次擔任主演[1])
  - DREAM BOYS（2014年、帝國劇場）(擔任主演[2])
  - DREAM BOYS（2015年9月3日 - 30日、帝國劇場）（擔任主演）
  - DREAM BOYS（2016年9月3日 - 30日、帝國劇場）（擔任主演）
  - DREAM BOYS（2018年9月6日 - 30日、帝國劇場）（擔任主演）
- 瀧澤演舞城'06（2006年3月7日 - 4月25日、新橋演舞場）
  - 瀧澤演舞城'07（2007年、新橋演舞場）
- One! -the history of Tackey（2006年9月5日 - 28日、日生劇場）
- 新春 瀧澤革命（2009年、帝國劇場）
  - 新春 瀧澤革命（2010年、帝國劇場）
- PLAYZONE '09〜從太陽來的信（2009年、青山劇場） - 飾 玉森裕太
- 新春 人生革命（2010年、帝國劇場）
- 少年們～沒有鐵欄的牢獄～（2010年、日生劇場）
- JOHNNYS' ALL STARS ISLAND（2016年12月3日 - 2017年1月24日、帝國劇場）

### 廣告
- LAVONS衣物柔順劑
  - 「彷似置身蔚藍海岸」篇（2014年9月）
  - 「愉快的心情」篇（2014年10月）
  - 「變得幸福的心情」篇（2015年5月）
  - 「am 9:08」篇（2018年2月）[3]
  - 「pm 3:40」篇（2018年2月）[4]
  - 「pm 10:22」篇（2018年2月）[5]
  - 「時尚嗎？洗了嗎？」（2018年8月）[6]
  - 「藥房」篇（2019年8月）[7]
  - 「相同的香味」篇（2019年8月）[8]
  - 「給正在回答的你」篇（2019年11月）[9]
  - 「投幣式洗衣機」篇（2020年10月）[10]
- LINE
  - 「LINE PokoPoko」（2016年） - 與同團的宮田俊哉共演
- 札幌一番拉麵 - 與同團的藤谷太輔公演
  - 「在家裡的偏愛 玉森午餐篇」（2020年9月）[11]
  - 「在家裡的偏愛 玉森晚上的偏愛 篇」（2020年9月）[12]

## SOLO歌曲
- ONLY ONE...

收錄於Kis-My-Ft2第四張大碟「Kis-My-Journey」
- ALIVE

收錄於Kis-My-Ft2第五張大碟「I SCREAM」完全生産限定 4cups盤
- Tsong1～Can Try～
- Survivor

於2013年的舞台劇DREAM BOYS JET上初次表演的曲目，及在同年Kis-My-Ft2演唱會「SNOW DOMEの約束 IN東京DOME IN大阪DOME」演出，影片收錄於「SNOW DOMEの約束 IN東京DOME」，歌曲本身未收錄進CD
- CRAZY MY DREAM

沒有CD化，於2014年的舞台劇DREAM BOYS 2014上初次表演的曲目
- Dinga

沒有CD化，於舞台劇JOHNNYS' ALL STARS ISLAND上初次表演的曲目
- Camellia

收錄於Kis-My-Ft2第六張大碟「Music Colosseum」
- Clap-A-Holics

收錄於Kis-My-Ft2第七張大碟「YUMMY!」
- Love Story

收錄於Kis-My-Ft2第八張大碟「FREE HUGS!」

## 奬項
- 第103回日劇學院賞：助演男優賞（《Grand Maison東京》，飾演平古祥平）

## 外部連結
- 玉森裕太的Instagram帳戶 （日語）
- 玉森裕太 - 小红书